# Zoograscopi

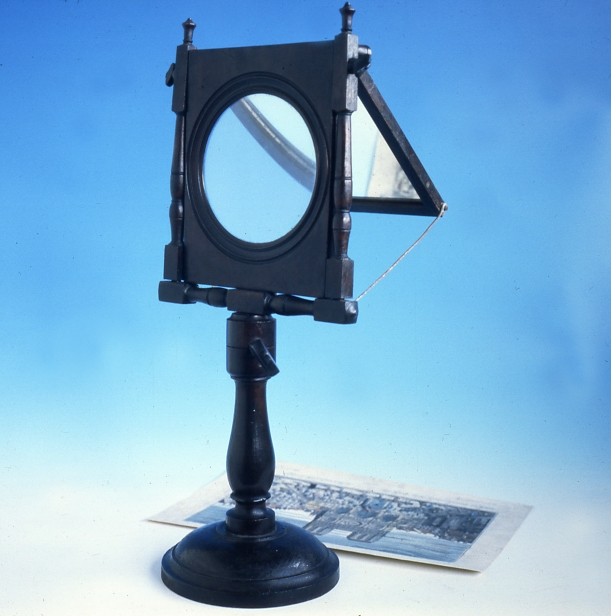
Zoograscopi exposat a la Filmoteca Espanyola

El zoograscopi és un artefacte compost per un peu de fusta tornejada que dona pas a una caixa senzilla, normalment feta amb fusta, a l'interior de la qual es disposaven gravats de petit format, proveïda d'una lent. El model podia variar quant a les seves dimensions, a les seves opcions binoculars o monoculars, així com el fet d'allotjar al seu interior diverses vistes que avançaven automàticament, amb la combinació de vistes simples i estereoscòpiques o amb la incorporació de diferents tipus d'il·luminació a l'interior de l'aparell. Al mirar a través de la lent s'obtindrà una imatge tridimensional.
Aquest aparell és originari de Gran Bretanya, utilitzat als seus inicis sobretot en àmbit familiar i actualment conegut també com a reflectoscopi i visor òptic, va tenir la seva major difusió a finals del segle xviii i segle xix.

## Funcionament
El zoograscopi millora la percepció de la profunditat minimitzant l'efecte d'altres referències visuals que permeten observar la naturalesa pictòrica de la imatge plana a través de la vista. La imatge es magnifica, conferint-li un angle visual similar al de l'escena real que està representant. Les vores queden bloquejades pel marc de la lent. La llum que arriba des de la lent a l'ull està colimada, fet que dificulta la seva acomodació.
Aquest aparell té una segona via de millora de la percepció de la profunditat: mitjançant la creació d'estereopsis. Com que cada ull veu la imatge des d'una posició diferent, les visuals dels contorns de la imatge difereixen en cada ull, creant un efecte estereoscòpic. A més, les parts en color de la imatge es refracten de diferent manera per a cada ull, creant una visió de cromoestereopsis.

## Construcció d'un zoograscopi
Es pot construir un zoograscopi simple a partir d'un marc (tallant una obertura rectangular al fons d'una caixa de cartró) on s'hi col·loca una gran lent de Fresnel d'augment, disponible a les botigues d'articles de papereria.